# 松山勘十郎
松山 勘十郎（まつやま かんじゅうろう、1984年4月13日 - ）は、日本のプロレスラー。新潟県南蒲原郡田上町出身。

## 経歴
子供の頃からプロレスファンで、新潟での興行に足繁く運びみちのくプロレスのザ・グレート・サスケに質問コーナーでトレーニングに関する質問をしたこともある。
プロレスラーになるのが夢で、三条工業高校時代はレスリング部に所属するも、運動経験がゼロだったこともあり実力は低かった。
体力も技術もなかったが、高校卒業のタイミングに合わせて闘龍門の13期生に応募して書類審査でパスした。因みに、闘龍門を選んだ理由は体格を問わないこと、体力テストがないこと、そして校長であるウルティモ・ドラゴンの存在だった。神戸の道場で半年間練習後、ナウカルパンの闘龍門MEXICO道場で修業を積む。「歌舞伎役者に顔が似ている」と勘十郎のリングネームを校長からもらい、5か月後の2004年5月16日、アレナ・コリセオでの自主興行で同期の大原はじめ戦でデビューして勝利を収める。その後、メキシコで試合を続けてタッグ王座のローカルタイトルを獲得して「ドラゴンマニア」等にも出場。
当初は覆面レスラーだったという説もあるが、実際に覆面レスラーとしてリングでファイトした事実はない。当時、プライベートマスクを使用していた事があり、それを見て覆面レスラーだと勘違いしたという説が有力である。
2006年4月14日、日本に凱旋して後楽園ホール大会で鈴木健想とタッグを組んでいる。みちのくプロレスの「みちのくふたり旅」にザ・グレート・サスケのタッグパートナーとして出場。そのまま準レギュラーとして出場して男盛との抗争でお笑いプロレス街道を邁進する。2006年11月4日、大阪プロレスに初参戦して2008年から所属選手となった。
2014年4月20日をもって大阪プロレスを退団。個人事務所の「松山勘十郎事務所」を設立して客演や座長公演の開催をメインに活動していく方針を明らかにしている（勘十郎本人はフリーという表現は使っていない）。また事務所主宰の興行を行う予定で自身の目標として勘十郎の同期でもあるオカダ・カズチカ（現AEW）とシングルを行うことだと言う。なお、オカダと勘十郎は、闘龍門時代にメキシコの名前も知らないような小さい町で対戦したことがあるが、試合内容も勝敗も覚えていないという。
2014年9月14日、故郷の田上町で自主興行を開催し、メインで6人タッグマッチに登場してウルティモ・アジャ・コングとタッグを組み、対松山かずのすけ&ビリーケン・キッド&豊田真奈美組と対戦が決定する。

## 得意技
マイクパフォーマンスやコミカルムーブを得意としてルチャリブレをベースに独特の動きを随所に垣間見せる試合を展開している。
山門
陣太鼓
ダブルチキンウィング式フェイスバスターと同型。
醒
バッククラッカーと同型。
好色一代男
変形のスタナー。見得を見切きって「ヨォ〜ッ!」のかけ声の後、相手の口元をつつみ太鼓のように叩いて仕掛ける。
十六夜清心
松山千本桜
歌舞伎の飛び六方から放つ。
眩暈坂
オールドスクールと同型。花びらを仕込んだ扇子を広げて、セコンドや観客に先端に模擬蝶付きの棒を持たせて帯同させる。
飛影
輪入道
愛しの乱れ髪
束ねたクラッカーから大量の蜘蛛の巣状テープを投げつける。
張り手合戦
勘十郎の場合は、試行錯誤を重ねて仕掛けるも全てブロックされて返り討ちに遭うことがある。
ハリセン攻撃
試合中盤に使用する攻撃。
マグロフォール
相手の体を仰向けにまっすぐに整え、その上に自身はうつぶせでぴったりと重なる形のフォール。
レインメーカー
オカダのオリジナル技だが、勘十郎も時折使うことがある。この技を使うことに関して、勘十郎の闘龍門時代の同期でもあるオカダは「勘十郎なら、まあいいでしょう。」と非公認であるが、使用することは認めている。

## タイトル歴
- 大阪プロレスバトルロイヤル王座
- 大阪プロレスお笑い王座
- 大阪名物世界一王座
- アイアンマンヘビーメタル級王座
- UWA世界6人タッグ王座

## 下座音楽（入場曲）
- 組曲「義経」〜悪忌判官（陰陽座）

## エピソード
- 一人称は「拙者」。
- 特撮ヒーロー、陰陽座、犬神サーカス団、ストロベリーソングオーケストラをこよなく愛す。
- 「だっふんだ」と声をかけられると、志村けんの顔真似をすることがある。
- 試合時には、仮面ライダー電王のイマジンから、髪の毛に赤、青、黄のいずれかのエクステを付けている。
- 試合時の顔は素顔。隈取模様が無い時[世間一般の人を驚かさないようにした「世を忍ぶ仮の姿」である。
- 金八先生の物真似を得意として金八モードに入ると試合中にも物真似で相手を説教し始める。
- ゴスロリやメイドが好き。
- コカ・コーラとペプシコーラの区別が付く(コンドルのブログより)
- 闘龍門では、参戦中の下田美馬など女子プロレスラーによる試合にてレフェリーをこなすこともある。そのレフェリングは胸を触る、高速でカウントを取る、といったオチャメな悪徳ぶりで最終的にはやられ役になるのが定番の流れとなっている。
- みちのくプロレス参戦時代に地元の新聞（日刊）新潟日報2007年5月11日（金曜日）21面（TV芸能）欄に、地元出身プロレスラーとしてカラー写真入りの記事が大きなスペースを割かれて掲載。記事冒頭で「（以下、掲載記事冒頭部分）：新潟フェイズで13日に開かれる「みちプロの興行に田上町出身のプロレスラー松山勘十郎（23）が出場する。メキシコ修行から帰国して1年。複数の団体のリングに上がるまで成長した勘十郎は、「ファンを笑わせて楽しめるプロレスを見せる」と故郷での試合にかける意気込みを語る。」と地元のヒーローとして紹介される。
- みちのくプロレスの気仙沼二郎も「基礎がしっかりしているから、ふざけているように見えても時々すごい技を出す」と松山の実力を認めている。（新潟日報2007年5月11日（金曜日）21面記事より）
- みちのくプロレスの2007年5月13日の開催の新潟フェイズ大会時には新潟日報における記事掲載だけでなく、新潟県のローカルテレビ局（テレビ新潟（TeNY）、新潟放送（BSNテレビ））、ラジオ局（新潟放送（BSNラジオ））などへの出演を果たし、その大会の結果を掲載したプロレス雑誌「週刊プロレス」でも、カラー紙面にて「この大会で注目を集めたレスラー」として当時の新人プロレスラーとしては破格の扱いで1ページの記事が掲載された。
- 出身地の新潟県にある松之山温泉とリングネームの松山という名前とは、関係がない。
- みちのくプロレス参戦時代に試合前なのに「沼二郎の部屋」という気仙沼二郎と勘十郎がトークをするというコーナーがあった。
- みちのくプロレス参戦時代の主な対戦相手は、男盛（現：アレクサンダー大塚）であった。
- 技をかける時に、その技の名前を叫びながら行うことが多い。
- 時にトペ・スイシーダを繰り出す。ただし、その体型から飛ぶ際にセカンドロープを一瞬掴み、お腹がセカンドロープに引っかからないようにしている。

## 大衆プロレス松山座
大衆プロレス松山座（たいしゅうプロレスまつやまざ）は、大阪を中心に活動しているプロレス団体。

### 歴史
- かつて大阪プロレスの平日興行で稀に登場していた現世のプロレスラーの体を借りて「松山勘十郎一座〜大衆プロレス松山座」として座長公演を行っていた一座。
- 2014年12月4日、松山がプロレス団体「大衆プロレス松山座」を設立することを発表。
- 2015年1月30日、インディペンデントシアター2ndで旗揚げ公演「2015年初公演インディペンデントシアター実験舞台〜其一」を開催。

### 座員
- 松山勘十郎（座長）
- 松山団九郎
- 松山ポンポン

### 歴代座員
- 松山篤之助
- 松山大之輔
- 松山忠之輔
- 松山かずのすけ
- 松山麗華
- 松山みゆき
- 三日月鬼雷舞
- 犬人間よしお
- 華名姫